# Магдалена ван де Пасс
Магдалена ван де Пасс(нід. Magdalena van de Passe 1600, Кельн — 1638, Утрехт) — голландська жінка-гравер.

## Життєпис
Походила з родини художників ван де Пасс, що вимушено емігрували у місто Кельн. Магдалена і народилась у Кельні. За попередніми даними вона донька голландського гравера Кріспіна ван де Пасс (1564–1637). Батько походив з провінції Зеландія. Магдалену назвали ім'ям матері, Магдалени де Бок. Родина була вимушена тікати з країни через війну Іспанської імперії з Південними та Північними Нідерландами та через захоплення іспанськими загарбниками міста Антверпена у 1585 році. Ван де Пасси опинилися у місті Кельн, де батько працював у великій друкарні.

## Утрехтський період

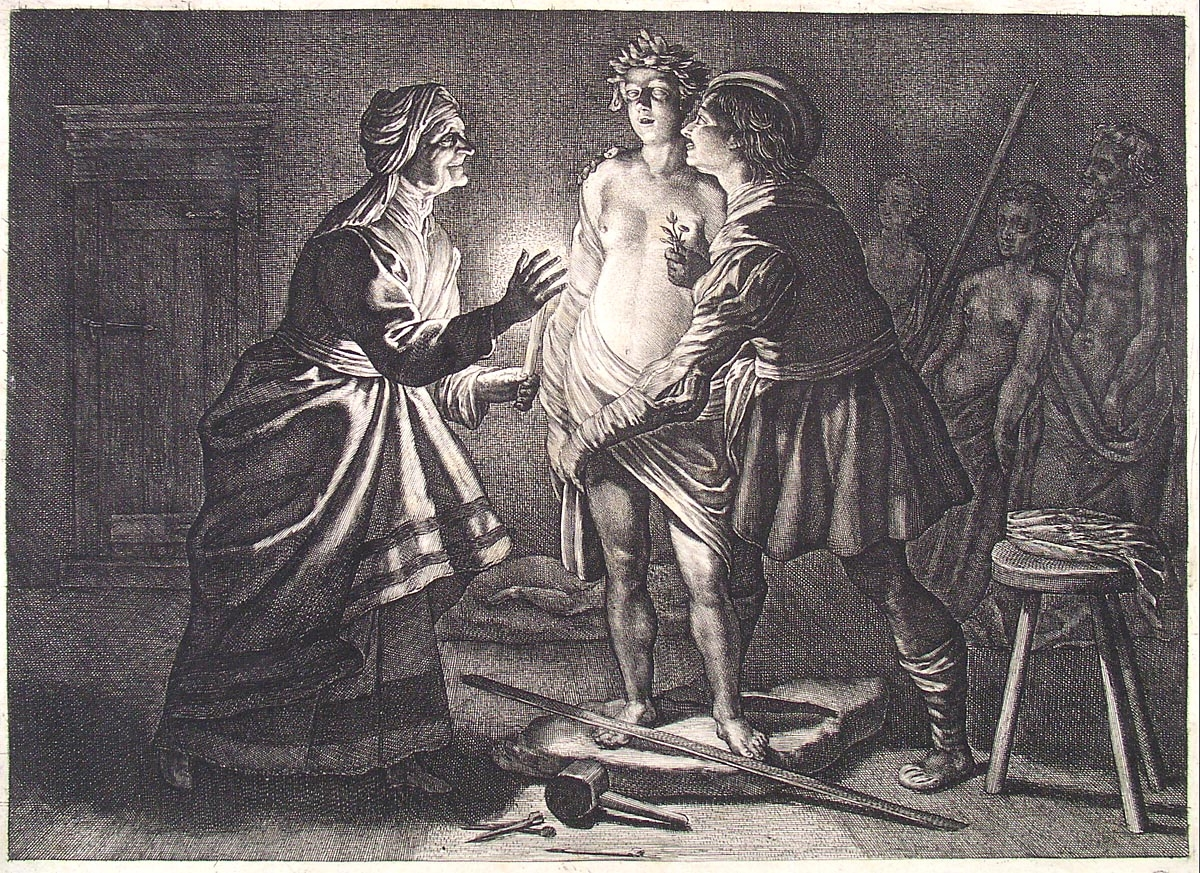
Композиція «Пігмаліон» у стилі караваджизм. Музей Бойманс ван Бенінгена, Роттердам

Лише 1611 року родина повернулась до Голландії і оселилась у місті Утрехт.
В родині було ще троє дітей, три брати Симон, Кріспін молодший та Віллем. У сестри Магдалени художні здібності виявилися досить рано і, стверджували, що у віці чотирнадцять років вона вже непогано малювала та робила перші гравюри, випередивши в цьому братів. Вона, як і її брати, діяльно допомагала батькові у виконанні його замов. Не дивно, що батько, не дуже розповідаючи про доньку, навчав її і малюванню, і допомагав у опануванні графічною технікою.

## Авторка і співавторка Магдалена

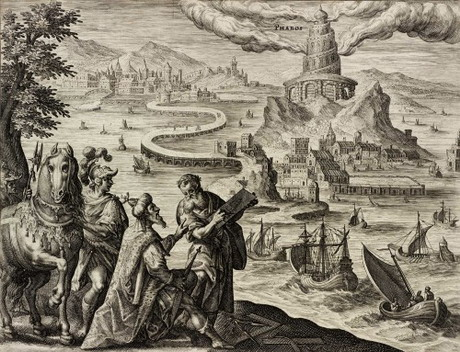
Магдалена ван де Пасс. Гравюра «Александрія Єгипетська. Маяк»

Донька дорослішала і працювала як у майстерні батька, так і з братами. Вона допомагала батькові у виконанні ілюстрацій-гравюр до перекладу Карела ван Мандера «Метаморфози» Овідія (проект не був доведений до завершення). Відомо, що вона допомагала брату Віллему у виконанні його замов у 1620 році при виконанні шістдесяти п'яти графічних аркушів. Серед творів Магдалени — пейзажі, сюжетні композиції, портрети.
По неї та її братів згадував у власній книзі "Німецька академія " Йоахим Зандрарт. Зандрарт мало пише про братів-граверів, що працювали за кордонами Голландії, але називав Магдалену майстерною і добре відомою жінкою-гравером. Серед її творів він назвав гравюру за композицією Адама Ельсгаймера. Робила вона гравюри і з творів інших художників, що було звичною практикою у 17 столітті через недоступність оригіналів картин відомих майстрів, монополізованих аристократами. Серед репродукційних гравюр майстрині — твори Руланта Саверея, Поля Бріля, картина Пітера Пауля Рубенса. Дослідників тішить думка, що Магдалена та сам Рубенс могли побачитися наочно під час відвідин Рубенсом міста Утрехт у 1627 році.
Творів художниці збережено небагато і через те, що їх було зроблено менше, ніж братами, і через те, що ніхто не знімав з неї клопоти про старих батьків і клопоти про господарство вдома.

## Власна родина
З Магдаленою ван де Пасс узяв шлюб художник-гравер Фредерік Бевервурдт. Через три роки вона померла і шлюб залишився бездітним.